# Henrik Eriksson
Henrik Eriksson (ur. 4 lutego 1974) – szwedzki biegacz narciarski, zawodnik klubu IFK Mora.

## Kariera
W Pucharze Świata Henrik Eriksson zadebiutował 9 marca 1996 roku w Falun, zajmując 61. miejsce na dystansie 10 km techniką dowolną. Pierwsze pucharowe punkty zdobył blisko dziesięć lat później - 5 marca 2006 roku zajął 22. miejsce największym szwedzkim maratonie narciarskim - Vasaloppet. W 2006 roku zawody te wyjątkowo tylko stanowiły część kalendarza Pucharu Świata. Były to jego jedyne punkty PŚ i w klasyfikacji generalnej sezonu 2005/2006 zajął ostatecznie 143. pozycję. Startował także w zawodach cyklu FIS Marathon Cup, zajmując między innymi siódme miejsce w klasyfikacji generalnej sezonu 2000/2001. Wtedy też wywalczył swoje jedyne podium - 4 marca 2001 roku zwyciężył w Vasaloppet, wyprzedzając swych rodaków: Staffana Larssona i Daniela Tynella.
W 1993 roku wystąpił na mistrzostwach świata juniorów w Harrachovie, gdzie zajął dwunaste miejsce na dystansie 30 km stylem dowolnym. Podczas rozgrywanych rok później mistrzostw świata juniorów w Breitenwang był trzeci w sztafecie, a indywidualnie plasował się w trzeciej dziesiątce.
Nigdy nie wystąpił na igrzyskach olimpijskich ani mistrzostwach świata. W 2006 roku zakończył karierę.

## Osiągnięcia

### Mistrzostwa świata juniorów
| Miejsce | Dzień       | Rok  | Miejscowość | Konkurencja             | Wynik     | Strata  | Zwycięzca            |
| ------- | ----------- | ---- | ----------- | ----------------------- | --------- | ------- | -------------------- |
| 12.     | 6 marca     | 1993 | Harrachov   | 30 km stylem dowolnym   | 1:15:36,3 | +4:00,4 | Kjetil Juul Pedersen |
| 24.     | 26 stycznia | 1994 | Breitenwang | 10 km stylem klasycznym | 28:36,5   | +1:33,8 | Grigorij Gutnikow    |
| 3.      | 28 stycznia | 1994 | Breitenwang | Sztafeta 4x10 km        | 1:55:55,6 | +1:36,9 | Japonia              |
| 23.     | 30 stycznia | 1994 | Breitenwang | 30 km stylem dowolnym   | 1:18:07,8 | +3:42,0 | Mitsuo Horigome      |

### Puchar Świata

#### Miejsca w klasyfikacji generalnej
- sezon 2005/2006: 143.

#### Miejsca na podium
Eriksson nigdy nie stał na podium indywidualnych zawodów Pucharu Świata.

### FIS Marathon Cup

#### Miejsca w klasyfikacji generalnej
- sezon 2000/2001: 7.
- sezon 2001/2002: 27.
- sezon 2002/2003: 11.
- sezon 2003/2004: 19.
- sezon 2004/2005: 25.

#### Miejsca na podium
| Nr | Dzień   | Rok  | Zawody     | Dystans                 | Czas biegu | Strata | Pozycja | Zwycięzca |
| -- | ------- | ---- | ---------- | ----------------------- | ---------- | ------ | ------- | --------- |
| 1. | 4 marca | 2001 | Vasaloppet | 90 km stylem klasycznym | 4:01:22,0  | -      | 1.      | -         |